# ميتشيل ستيفنز (صحفي)
ميتشيل ستيفنز (بالإنجليزية: Mitchell Stephens)‏ هو صحفي أمريكي، ولد في 16 أغسطس 1949 في نيويورك في الولايات المتحدة.